# John S. Robertson
John Stuart Robertson (14 de junio de 1878 – 5 de noviembre de 1964) fue un actor y director cinematográfico canadiense, conocido sobre todo por su película de 1920 Dr. Jekyll and Mr. Hyde, protagonizada por John Barrymore.

## Biografía
Nacido en London, Ontario (Canadá), se inició en el cine en 1915 con las compañías Vitagraph y Famous Players-Lasky, rodando un total de unas 60 películas a lo largo de su carrera. Robertson dejó el cine en 1935, ante el avance de las películas sonoras.
John S. Robertson falleció en 1964 en Escondido, California, a los 86 años de edad. Había estado casado con la guionista Josephine Lovett. 

## Filmografía

### Director
- Love and Trout (1916)
- The Thorn and the Rose (1916)
- Getting By (1916)
- Trouble for Four (1916)
- Justice a la Carte (1916)
- The Meeting (1917)
- Intrigue (1917)
- The Money Mill (1917)
- Vanity and Some Sables (1917)
- A Service of Love (1917)
- Baby Mine, codirigida con Hugo Ballin (1917)
- The Bottom of the Well (1917)
- The Menace (1918)
- The Girl of Today (1918)
- The Better Half (1918)
- The Make-Believe Wife (1918)
- Little Miss Hoover (1918)
- Here Comes the Bride (1919)
- The Test of Honor (1919)
- Let's Elope (1919)
- Come Out of the Kitchen (1919)
- The Misleading Widow (1919)
- Sadie Love (1919)
- Erstwhile Susan (1919)
- Dr. Jekyll and Mr. Hyde (1920)
- A Dark Lantern (1920)
- Away Goes Prudence (1920)
- 39 East (1920)
- Sentimental Tommy (1921)
- The Magic Cup (1921)
- Footlights (1921)
- Love's Boomerang (1922)
- The Spanish Jade (1922)
- Tess of the Storm Country (1922)
- The Bright Shawl (1923)
- The Fighting Blade (1923)
- Twenty-One (1923)
- The Enchanted Cottage (1924)
- Classmates (1924)
- New Toys (1925)
- Soul-Fire (1925)
- Shore Leave (1925)
- Annie Laurie (1927)
- Captain Salvation (1927)
- The Road to Romance (1927)
- The Single Standard (1929)
- Shanghai Lady (1929)
- Night Ride (1930)
- Captain of the Guard (1930)
- Madonna of the Streets (1930)
- Beyond Victory (1931)
- The Phantom of Paris (1931)
- Little Orphan Annie (1932)
- One Man's Journey (1933)
- The Crime Doctor (1934)
- His Greatest Gamble (1934)
- Wednesday's Child (1934)
- Grand Old Girl (1935)
- Captain Hurricane (1935)
- Our Little Girl (1935)

### Actor
- The Supreme Temptation, de Harry Davenport (1916)
- The Destroyers, de Ralph Ince (1916)
- The Conflict, de Ralph Ince (1916)
- His Wife's Good Name, de Ralph Ince (1916)
- The Combat, de Ralph Ince (1916)
- The Scarlet Runner, de William P.S. Earle y Wally Van (1916)
- An Enemy to the King, de Frederick A. Thomson (1916)
- Her Right to Live, de Paul Scardon (1916)
- The Maelstrom, de Paul Scardon (1917)

### Productor
- Captain Salvation (1927)
- The Single Standard (1929)

### Guionista
- The Girl of Today (1918)